# Pagny-la-Ville
 Pagny-la-Ville  là một xã thuộc tỉnh Côte-d’Or trong vùng Bourgogne miền đông nước Pháp.